# Posch Ferenc
Posch Ferenc Árpád (Budapest XII., 1941. május 28. – Székesfehérvár, 1974. december 8.) labdarúgó, hátvéd.

## Pályafutása
1963 nyaráig a Ganz-MÁVAG-ban szerepelt. 1963 és 1965 között a Bp. Honvéd labdarúgója volt. Az élvonalban 1964. május 30-án mutatkozott be a Csepel ellen, ahol csapata 2–1-es győzelmet aratott. Tagja volt az 1964-es bajnoki ezüstérmes és magyar kupa-győztes csapatnak. 1966 és 1972 között a Videoton csapatában játszott. Tagja volt az első élvonalba jutott székesfehérvári csapatnak. Összesen 81 élvonalbeli mérkőzésen lépett pályára. 1972 nyarán a Székesfehérvári MÁV Előre játékosa lett.

## Sikerei, díjai
- Magyar bajnokság
  - 2.: 1964
- Magyar kupa (MNK)
  - győztes: 1964